# Ján Mucha
Ján Mucha (n. 5 de desembre de 1982) és un futbolista eslovac, que exerceix actualment com a porter del ŠK Slovan Bratislava de la Superlliga d'Eslovàquia. També és membre de la Selecció de futbol d'Eslovàquia, havent estat el porter titular durant la Copa Mundial de Futbol de 2010, va jugar els quatre partits que van disputar en aquest torneig.

## Trajectòria

### Inicis

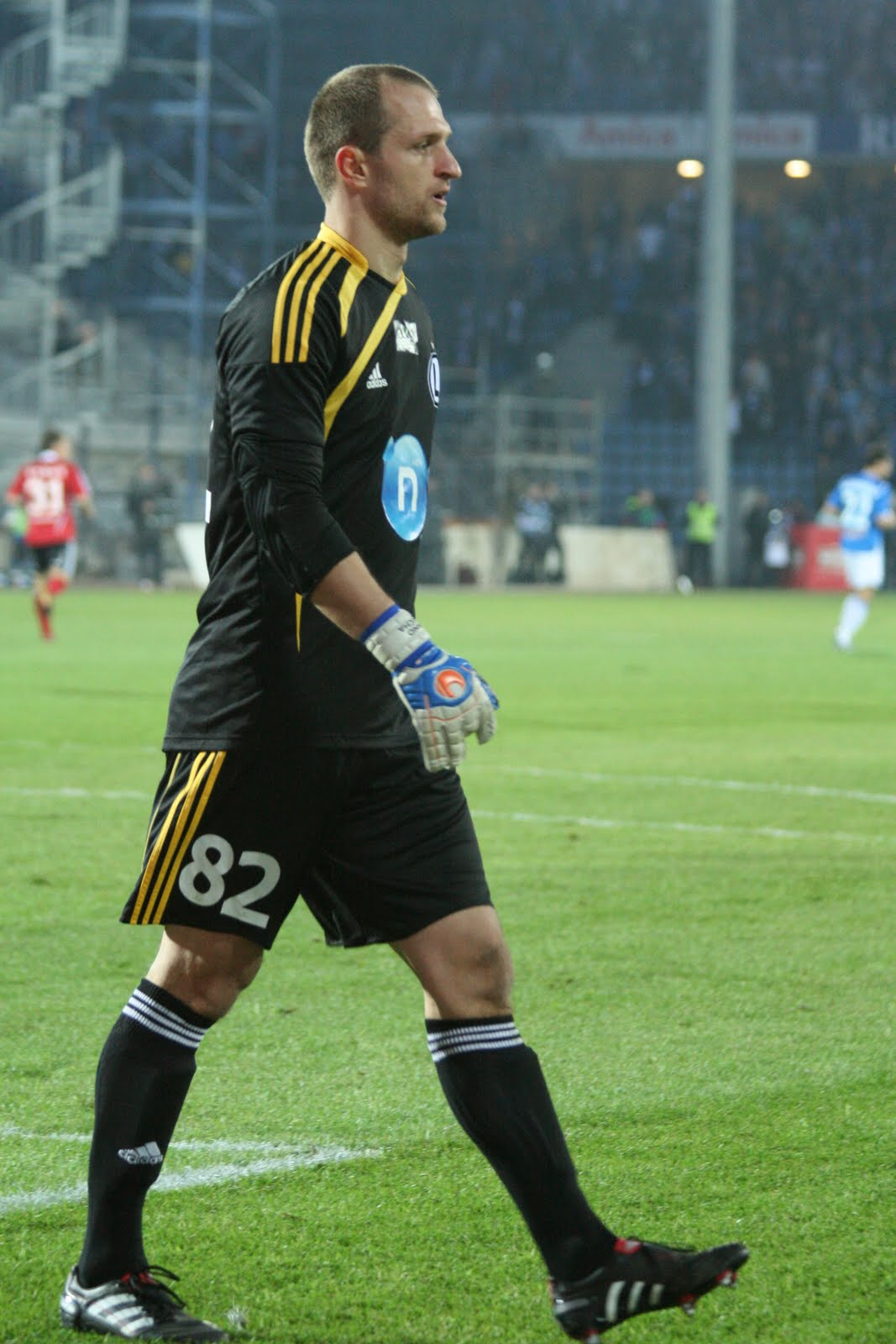
Mucha en el Legia de Varsòvia.

Ján Mucha va iniciar la seva carrera en l'equip local Slovan Belá nad Cirochou. Després va passar al MŠK Snina, i més endavant al Inter Bratislava de la Primera Lliga d'Eslovàquia (Segona Divisió). Va passar dues temporades en el primer equip, però no va jugar cap partit. Més endavant, l'estiu de l'any 2002, va passar al MŠK Žilina de la Superlliga d'Eslovàquia guanyant el campionat eslovac en dues oportunitats. En el 2005 va ser enviat com a cedit de dos anys al 1. HFC Humenné.
L'estiu de 2006 va signar amb el Legia de Varsòvia de Polònia. La temporada 2005-06 de la Ekstraklasa va ser el porter suplent de l'equip després de Łukasz Fabiański. Quan Fabiański va marxar a l'Arsenal Football Club en el 2007, Mucha va esdevenir el porter titular. Amb el Legia va guanyar la Copa de Polònia de la temporada 2007-08 i la Supercopa polonesa de futbol en el 2008.

### Everton
El gener de 2010 Mucha va signar un pre-contracte amb el club anglès de la Premier League Everton FC per unir-se l'1 de juliol d'aquest any.
Mucha va fer el seu debut amb l'Everton el 4 d'agost de 2010 jugant els primers 45 minuts del partit amistós de pre-temporada davant el club xilè Everton de Vinya del Mar en l'estadi Goodison Park, per després ser reemplaçat en l'arc per Iain Turner en el mig temps. El seu competitiu debut va fer que jugués en el primer partit de la campanya de la Copa de la Lliga d'Anglaterra, partit en què van vèncer per 5 a 1 sobre el Huddersfield Town. Va seguir jugant en els següents partits de la Copa de la Lliga contra el Brentford, en el qual va salvar un tir de penal en el segon temps, però no va poder mantenir a l'equip en la competència, a causa que van perdre 4-3 després de la tanda de penals.

## Internacional
Mucha va debutar amb la selecció eslovaca al febrer de 2008, en un partit amistós contra Hongria, convertint-se en titular. Quan Eslovàquia es va qualificar per la Copa Mundial de Futbol per primera vegada, en el 2010, Mucha va jugar tots els partits de la seva selecció com a titular. Fins al 27 de març de 2011, porta disputats 27 partits amb la selecció.

### Participacions en Copes del Món
| Mundial                        | Seu        | Resultat         | Partits | Gols |
| ------------------------------ | ---------- | ---------------- | ------- | ---- |
| Copa Mundial de Futbol de 2010 | Sud-àfrica | Vuitens de final | 4       | -7   |

## Clubs
| Club               | País       | Any       |
| ------------------ | ---------- | --------- |
| Inter Bratislava   | Eslovàquia | 2000-2002 |
| MŠK Žilina         | Eslovàquia | 2002-2005 |
| Humenné            | Alemanya   | 2005      |
| Legia de Varsòvia  | Polònia    | 2005-2010 |
| Everton FC         | Anglaterra | 2010-2013 |
| PFC Krylia Sovetov | Rússia     | 2013-     |

## Palmarès

### Campionats nacionals
| Títol                        | Club              | País       | Any  |
| ---------------------------- | ----------------- | ---------- | ---- |
| Superliga d'Eslovàquia       | MŠK Žilina        | Eslovàquia | 2003 |
| Superliga d'Eslovàquia       | MŠK Žilina        | Eslovàquia | 2004 |
| Supercopa d'Eslovàquia       | MŠK Žilina        | Eslovàquia | 2003 |
| Supercopa d'Eslovàquia       | MŠK Žilina        | Eslovàquia | 2004 |
| Ekstraklasa                  | Legia de Varsòvia | Polònia    | 2006 |
| Copa de Polònia              | Legia de Varsòvia | Polònia    | 2008 |
| Supercopa polonesa de futbol | Legia de Varsòvia | Polònia    | 2008 |